# Велике Лучке
Велике Лучке (укр. Великі Лучки) насеље је у мукачевском рејону, Закарпатска област, Украјина. Популација села је око 9028 људи. Налази се у ближини града Мукачево. У насељу је вечинска популација Русина.
Грб града
Велике Лучке су први град на земљи који је за грб града дао кукуруз. Грб су добили 1844. године.

## Историја
Основано је 1400. године за време Краљевина Мађарска. За време од 1703. до 1711. житељи села учествовали су у побуни против Аустрије, све до 1728. када је побуна угушена а село је припало аустријском феудалцу грофу Карлу Шеборну. Од 1847. именован је трговским градом по указу цара Аустрије Фердинанда. Крајем Првог светског рата 1918. подигао се устанак против Мађара а касније и против Чехословака због припајања Чехословачкој 1919, која је добила целу бившу Закарпатје која је држала Аустроугарска. 
1938. Чехословачка је била подељена између Хитлерјеве Немачке и Краљевине Мађарске, када су Лучке припале поновно Мађарској. Пуно Русина (Рутени) било је присилно одведено у војску, ко није хтео био је стрељан на месту. Пре почетка операције Барбароса доста је Русина бежало у Совјетски Савез. За време Другог светског рата у насељу су биле мађарске и немачке војне снаге.
Продор према мађарској престоници Будимпешти су на крају држале румуњске снаге. Град је 26. септембра 1944. ослободила Црвена армија. Након рата Велике Лучке постају део Совјетског Савеза. Након распада Совјетског Савеза насеље постане део Украјине (1991)
Судбина архитектурна здања
Насеље је до Другог светског рата имало синагогу, католички храм, православну цркву и цркву протестантских Баптиста. За време совјетске области (после 1945), свима црквама осим православној су била одузета права. За време комунизма синагога је била разрушена (била је у центру насеља), такође су срушили цркву Баптиста, која је била на месту где је данас болница. За време самосталне Украјине на ново је сазидан католички храм и црква за Баптисте.

## Познати грађани
- Михаил Михајловић Лучкај, русински историчар и лингвиста
- Јуруиј Јурјевич Керекеш, писац
- Стефан Фенцик, закрпатски културни и политички активиста
- Михаил Андрела, писац, свештеник, активни борац против Уније са Ватиканом (Унијати)